# Municipio Bolpebra
Das Municipio Bolpebra liegt im Departamento Pando im Tiefland des südamerikanischen Anden-Staates Bolivien.

## Lage im Nahraum
Das Municipio Bolpebra ist eines von vier Municipios der Provinz Nicolás Suárez und umfasst deren westlichen Bereich. Es grenzt im Westen an die Region Madre de Dios der Republik Peru, im Süden an das Municipio Filadelfia der Provinz Manuripi, im Südosten an das Municipio Porvenir, im Nordosten an das Municipio Cobija und im Norden an den Bundesstaat Acre der Republik Brasilien.
Das Municipio erstreckt sich zwischen etwa 10° 57' und 11° 28' südlicher Breite und 69° 00' und 69° 34' westlicher Länge, seine Ausdehnung von Westen nach Osten und von Norden nach Süden beträgt bis zu 55 Kilometer.
Das Municipio umfasst zwanzig Gemeinden (localidades), der zentrale Ort des Municipios ist die Ortschaft San Pedro de Bolpebra mit 132 Einwohnern (Volkszählung 2012) im Dreiländereck zu Peru und Brasilien. Die bevölkerungsreichste Ortschaft im Municipio ist Mukden mit 432 Einwohnern im zentralen Teil des Municipios.

## Geographie
Das Municipio Bolpebra liegt im bolivianischen Teil des Amazonasbeckens, nordöstlich vorgelagert den Ausläufern der peruanischen Cordillera Oriental im tropischen Regenklima der Äquatorialzone.
Die Temperaturschwankungen sind niedrig, sowohl im Tagesverlauf als auch im Jahresverlauf. Die Jahresdurchschnittstemperatur liegt bei 25 °C. Die Luftfeuchtigkeit ist hoch, so dass es über weite Teile des Jahres immer wieder zu Starkregen kommt. Der Jahresniederschlag von rund 1750 mm liegt um mehr als Doppelte über den Niederschlägen in Mitteleuropa. Nur die Monate Juni bis August sind durch eine Trockenzeit geprägt, in der die geringen Niederschläge rasch verdunsten.

## Bevölkerung
Die Einwohnerzahl des Municipio Bolpebra ist zwischen 1992 und 2024 auf mehr als das Doppelte angestiegen:
| Jahr | Einwohner | Quelle       |
| ---- | --------- | ------------ |
| 1992 | 1129      | Volkszählung |
| 2001 | 1194      | Volkszählung |
| 2012 | 2173      | Volkszählung |
| 2024 | 2390      | Volkszählung |

Die Bevölkerungsdichte bei der letzten Volkszählung von 2024 betrug 0,97 Einwohner/km², der Alphabetisierungsgrad bei den über 6-Jährigen hatte sich von 43,6 Prozent (1992) auf 74,9 Prozent (2001) verbessert. Die Lebenserwartung der Neugeborenen im Jahr 2001 betrug 61,2 Jahre, die Säuglingssterblichkeit hatte sich von 6,1 Prozent (1992) auf 7,5 Prozent im Jahr 2001 verschlechtert.
68,9 Prozent der Bevölkerung sprechen Spanisch, 4,6 Prozent sprechen Quechua, 3,2 Prozent sprechen Aymara und 30,2 Prozent sprechen ausländische Sprachen, aufgrund der Lage des Municipios in erster Line Brasilianisch. (2001)
91,4 Prozent der Bevölkerung haben keinen Zugang zu Elektrizität, 70,5 Prozent leben ohne sanitäre Einrichtung. (2001)
51,7 Prozent der insgesamt 292 Haushalte besitzen ein Radio, 5,8 Prozent einen Fernseher, 20,2 Prozent ein Fahrrad, 14,4 Prozent ein Motorrad, 4,8 Prozent ein Auto, 2,1 Prozent einen Kühlschrank, und 0 Prozent ein Telefon. (2001)

## Politik
Ergebnis der Regionalwahlen (concejales del municipio) vom 4. April 2010:
| Wahlberechtigte |  | Stimmen | gültig |  | CP     | MAS-IPSP | MNR    | MSM   |
| --------------- |  | ------- | ------ |  | ------ | -------- | ------ | ----- |
| 981             |  | 885     | 715    |  | 331    | 251      | 73     | 60    |
|                 |  | 100 %   | 80,8 % |  | 46,3 % | 35,1 %   | 10,2 % | 8,4 % |

Ergebnis der Regionalwahlen (elecciones de autoridades políticas) vom 7. März 2021:
| Wahl- berechtigte |  | Wahl- beteiligung | gültige Stimmen |  | MAS-IPSP | MTS     | CID     | PASO   | P.S.T. |
| ----------------- |  | ----------------- | --------------- |  | -------- | ------- | ------- | ------ | ------ |
| 2.328             |  | 1.765             | 1.598           |  | 647      | 598     | 193     | 132    | 18     |
|                   |  | 75,82 %           | 90,54 %         |  | 40,49 %  | 37,42 % | 12,08 % | 8,26 % | 1,13 % |

## Gliederung
Das Municipio Bolpebra untergliederte sich bei der letzten Volkszählung von 2012 in die folgenden beiden Kantone (cantones):
- 09-0103-1 Kanton Mukden (Bolpebra) – 11 Gemeinden – 1.331 Einwohner
- 09-0103-2 Kantón Chapacura – 9 Gemeinden – 842 Einwohner

## Ortschaften im Municipio Bolpebra
- Kanton Mukden
  - Mukden 432 Einw. – San Pedro de Bolpebra 132 Einw.

- Kantón Chapacura
  - Naerufa 343 Einw.